# Frênes
Frênes är en kommun i departementet Orne i regionen Normandie i nordvästra Frankrike. Kommunen ligger i kantonen Tinchebray som tillhör arrondissementet Argentan. År 2018 hade Frênes 821 invånare.

## Befolkningsutveckling
Antalet invånare i kommunen Frênes
| Referens: INSEE |